# Mateusz Bartel
Mateusz Bartel (Varsòvia, 3 de gener de 1985), és un jugador d'escacs polonès que té el títol de Gran Mestre des de 2004. Fou Campió d'Europa Sub-18 el 2003.
A la llista d'Elo de la FIDE del setembre de 2022, hi tenia un Elo de 2617 punts, cosa que en feia el jugador número 5 (en actiu) de Polònia, i el 161è millor jugador al rànquing mundial. El seu màxim Elo va ser de 2677 punts, a la llista de maig de 2012 (posició 73 al rànquing mundial).

## Resultats destacats en competició
Bartel va aprendre a jugar als escacs a l'edat de 5-6 anys, quan ell i el seu germà varen haver d'estar-se a casa malalts de varicel·la. Ambdós varen ingressar al club d'escacs Polònia de Varsòvia.
El 2005 va empatar al primer lloc al I Campionat d'escacs individual de la Unió Europea (amb Zoltán Gyimesi, tot i que fou segon per desempat).
El 2007, va empatar als llocs 1r-6è amb Vitali Golod, Zahar Efimenko, Iuri Iàkovitx, Michael Roiz i Mikhaïl Kobalia a la 16a edició del torneig internacional Monarch Assurance de l'Illa de Man. El maig de 2010 empatà als llocs 1r-3r amb Borís Gratxev i Bartłomiej Macieja (i fou tercer per desempat, el campió fou en Macieja) al fort II Union Memorial celebrat a Lublin.
El febrer de 2012, empatà als llocs 1r–3r amb Anton Kórobov i Pàvel Eliànov a l'11a edició de l'Aeroflot Open i en fou campió per desempat.
Ha guanyat el Campionat de Polònia els anys 2006, 2010, 2011, i 2012.
El 2015 fou tercer al campionat d'Europa individual, a Jerusalem (rere el campió, Ievgueni Naier, i David Navara, segon).

### Participació en competicions per equips
16 	15 	10 	57.3 
Bartel ha participat, representat Polònia, a cinc Olimpíades d'escacs entre els anys de 2006 i 2014, amb un resultat de (+16 =15 –10), per un 57,3% de la puntuació. El 2006, a Torí va jugar al quart tauler, puntuant 5/10 (+3 =4 -3). A la de 2008 a Dresden, Bartel va puntuar 4/7 (+3 =2 -2) com a tercer tauler. El 2010 a Khanti-Mansisk va jugar al cinquè tauler, i va fer 7 punts de 9 partides (+6 =2 -1) i va obtenir la medalla de plata per la seva actuació individual al seu tauler.